# Motu Nui

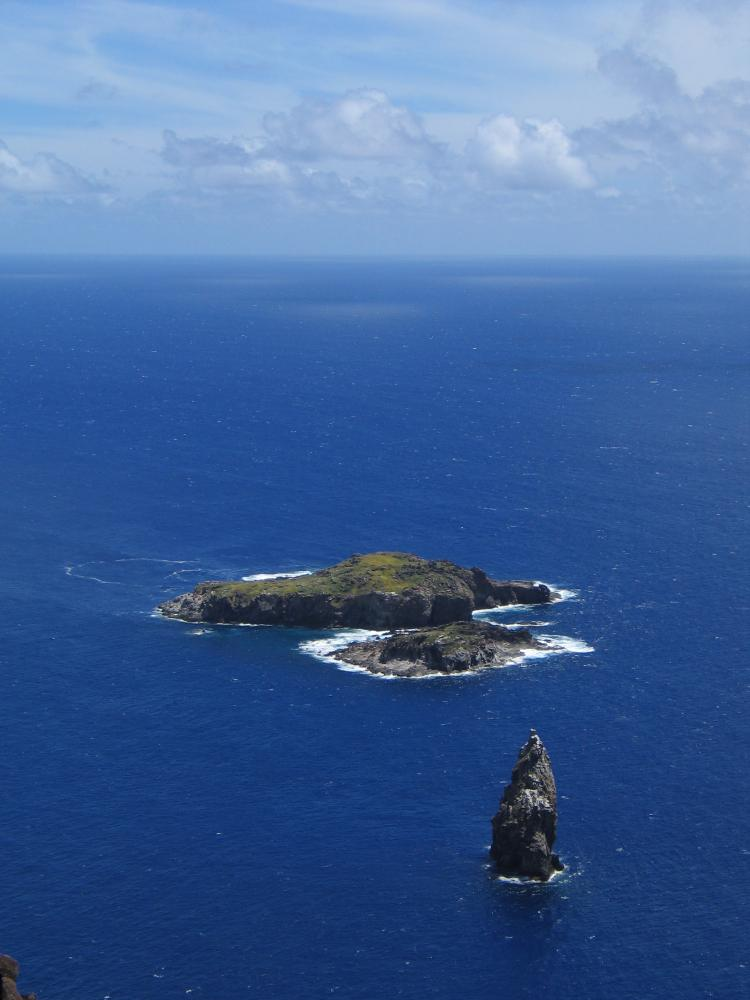
Motu Nui, com a mais pequena Motu Iti e o rochedo de Motu Kao Kao. Imagem de 2004, a partir de Orongo, vulcão Rano Kau, a cerca de 250 m de altitude.

Motu Nui é o maior de três ilhéus a sul da Ilha de Páscoa e o mais ocidental ponto do Chile e de toda a América do Sul no caso de o arquipélago da Ilha de Páscoa ser incluído nesse continente.
Os três ilhéus tem colónias de aves mas Motu Nui era essencial para o ritual dos indígenas de Rapa Nui porque era lá que o culto Tangata manu ("Homem-pássaro") se desenrolava entre a era Moai e a conversão ao catolicismo na década de 1860. Motu Nui é o cume de um vulcão que ultrapassa os 2000 m de altura desde o fundo marinho.

## Inspiração para a Disney
Foi inspirada para ser um dos principais cenários do filme Moana da Disney. Apesar da história se passar na Oceania, e a vila do filme ser completamente diferente da ilha, o nome serviu de inspiração. Além do mais, a escrita do nome da vila também é mudado de Motu Nui para "Motonui".